# Nasinit
Nasinit ist ein extrem selten vorkommendes Mineral aus der Mineralklasse der „Borate“ (ehemals Carbonate, Nitrate und Borate, siehe Klassifikation). Es kristallisiert im orthorhombischen Kristallsystem mit der Zusammensetzung Na2[B5O8(OH)]·2H2O, ist also chemisch gesehen ein wasserhaltiges Natrium-Borat.
Nasinit konnte bisher nur in Form winziger, tafeliger bis nadeliger, pseudohexagonaler Kristalle bzw. mikrokristalline Kristallgruppen und erdiger Massen von weißer, gelber und gelboranger Farbe entdeckt werden.

## Etymologie und Geschichte
Erstmals entdeckt wurde Nasinit nahe Larderello in der mittelitalienischen Region Toskana und beschrieben 1961 durch Curzio Cipriani und Piero Vannuccini, die das Mineral nach dem italienischen Chemiker Raffaello Nasini (1854–1931) benannten.

## Klassifikation
In der mittlerweile veralteten, aber noch gebräuchlichen 8. Auflage der Mineralsystematik nach Strunz gehörte der Nasinit zur gemeinsamen Mineralklasse der „Carbonate, Nitrate und Borate“ und dort zur Abteilung der „Schichtborate mit komplexen Baugruppen [Bx(O,OH)y]“, wo er zusammen mit Biringuccit und Tuzlait die unbenannte Gruppe V/K.03 bildete.
Die seit 2001 gültige und von der International Mineralogical Association (IMA) verwendete 9. Auflage der Strunz’schen Mineralsystematik ordnet den Nasinit in die nun eigenständige Klasse der „Borate“ und dort in die Abteilung der „Pentaborate“ ein. Diese ist allerdings weiter unterteilt nach der Kristallstruktur, so dass das Mineral entsprechend seinem Aufbau in der Unterabteilung „Schicht-Pentaborate (Phyllo-Pentaborate)“ zu finden ist, wo es zusammen mit Biringuccit die „Biringuccitgruppe“ mit der System-Nr. 6.EC.05 bildet.
Die vorwiegend im englischen Sprachraum gebräuchliche Systematik der Minerale nach Dana ordnet den Nasinit wie die veraltete Strunz’sche Systematik in die gemeinsame Klasse der „Carbonate, Nitrate und Borate“ und dort in die Abteilung sowie gleichnamigen Unterabteilung der „Wasserhaltigen Borate mit Hydroxyl oder Halogen“ ein. Hier ist er als einziges Mitglied in der unbenannten Gruppe 26.05.06 zu finden.

## Bildung und Fundorte
An seiner Typlokalität Larderello wurde Nasinit in enger Paragenese mit Biringuccit als Verkrustungen an Rohrleitungen zum sogenannten „Hole of the Storehouse“, das 1927 nahe Larderello gebohrt wurde. Larderello ist auch der bisher (Stand: 2013) einzige Fundort für Nasinit. Als weitere Paragenesen traten noch Auripigment, Thénardit und Quarz auf.

## Kristallstruktur
Nasinit kristallisiert orthorhombisch in der Raumgruppe Pna21 (Raumgruppen-Nr. 33) mit den Gitterparametern a = 12,02 Å; b = 6,52 Å und c = 11,17 Å sowie 4 Formeleinheiten pro Elementarzelle.